# Молодый, Конон Трофимович
Ко́нон Трофи́мович Моло́дый (17 января 1922, Москва — 11 октября 1970, Медынский район, Калужская область) — кадровый советский разведчик-нелегал периода Холодной войны, полковник, действовавший под именем Гордона Лонсдейла.

## Биография

### Ранние годы

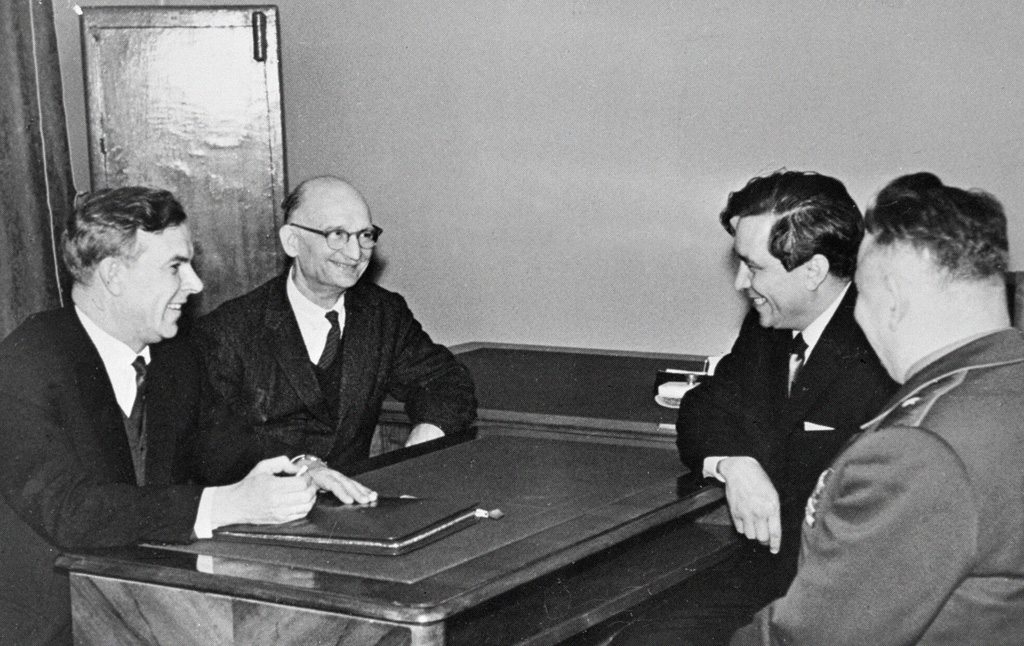
Председатель КГБ при СМ СССР В. Е. Семичастный (1-й слева) принимает советских разведчиков Рудольфа Абеля (2-й слева) и Конона Молодого (2-й справа). Москва, сентябрь 1964 года.

Родился 17 января 1922 года в Москве в семье научных работников. Отец, физик Трофим Кононович Молодый, умер в 1929 году в возрасте 40 лет. Мать (Евдокия Константиновна Молодая, профессор НИИ протезирования) воспитывала двоих детей одна.
В 1932 году Молодый выехал в США,[как?][прояснить] где учился в средней школе в Сан-Франциско.
Проживал у тёти, которая переехала в США ещё в 1914 году. В 1938 году он возвратился в Москву и продолжал обучение в 36-й средней школе, которую окончил в 1940 году. В октябре того же года был призван в Красную армию.

### Во время Великой Отечественной войны
Конон Трофимович Молодый принимал участие в Великой Отечественной войне. Он находился на фронте с первых дней войны. В 1946 году демобилизовался в звании лейтенанта и поступил на юридический факультет Академии внешней торговли. В академии изучал китайский язык. В 1951 году по окончании остался преподавать в ней китайский язык. Участвовал в написании учебника китайского языка.
Член ВКП(б).

### В нелегальной разведке
В органах внешней разведки с 1951 года. В начале 1954 года Молодый прибыл в Канаду по поддельным документам. Он пробыл там несколько месяцев, получил подлинные документы и стал Гордоном Лонсдейлом (англ. Gordon Lonsdale) (настоящий Лонсдейл действительно существовал и погиб при невыясненных обстоятельствах примерно в 1943 году).
Затем он переехал в США якобы для получения образования. Оттуда он переехал в Великобританию в марте 1955 года якобы с целью продолжить своё образование (изучать китайский язык).
Лонсдейл (псевдоним «Бен») должен был внедриться в английские военные круги и собирать информацию о британских и американских военно-воздушных и военно-морских базах и об английских разработках в области эксплуатации ядерных реакторов на подводных лодках и создания бактериологического оружия.
Благодаря общительному характеру и таланту Конон Трофимович Молодый становится преуспевающим предпринимателем. Его счета в банках пополняются ежедневно, и вскоре «Лонсдейл» становится миллионером. Электронный замок, изобретённый на одном из предприятий Лонсдейла, в 1960 году на выставке в Брюсселе получил золотую медаль. В Лондоне Лонсдейл ведёт светский образ жизни, его знают в лучших лондонских клубах. Он много ездит по стране и заводит нужные знакомства.
Связь с Центром Конон Трофимович Молодый осуществлял через своих радистов Мориса и Леонтину Коэн (оперативный псевдоним «Дачники»), живших в Англии по документам новозеландцев Питера и Хелен Крогер.
Самое удачное знакомство для Лонсдейла произошло в Портленде — с Гарри Хоутоном, служащим военно-морской базы. Хоутон имел доступ к секретным документам. В течение нескольких лет он продаёт Лонсдейлу секреты, которые, по некоторым утверждениям, сэкономили СССР несколько миллиардов долларов на разработку систем вооружения. Согласно одной из версий, Хоутон, которому Лонсдейл платил наличными, распоряжался деньгами необдуманно: он купил дорогой автомобиль, гулял в дорогих ресторанах и попал в поле зрения английской контрразведки. За ним было установлено наблюдение, а выявить его причастность к утечке информации было уже делом техники.

### Провал
Провал произошёл по причине предательства Михала Голеневского, сотрудника Министерства общественной безопасности ПНР, который тайно сотрудничал с ЦРУ и сообщил им, что Хоутон был завербован польской разведкой.
7 января 1961 года Хоутон и Лонсдейл были арестованы в момент передачи секретных документов.
В Англии у Лонсдейла было несколько автомобилей, загородная вилла, роскошные номера в лучших отелях Лондона. Всё это он приобрёл на свои деньги. Незадолго до ареста королева Великобритании пожаловала Лонсдейлу грамоту «за большие успехи в развитии предпринимательской деятельности на благо Соединённого Королевства» но, как подтверждает список королевских награждений за 1960 год, это не было рыцарским титулом. После трёх лет заключения в британской тюрьме Конон Молодый был обменян на Гревилла Винна, английского шпиона.
Конон Молодый скоропостижно скончался 11 октября 1970 года, во время прогулки в лесу. Причиной смерти был признан обширный инфаркт.

Могила Конона Молодого

Похоронен на Донском кладбище Москвы (1 уч.).

## Семья
- Отец — Трофим Кононович Молодый (1889–1929), физик.
- Мать — Евдокия Константиновна, врач, профессор. Работала в петроградском Институте по снабжению увечных граждан протезно-ортопедическими изделиями (с 1932 года — Ленинградский НИИ протезирования, современное название — Федеральный научный центр реабилитации инвалидов им Г.А. Альбрехта).
- К. Т. Молодый был женат.
- Племянник — Вадим Амиадович Молодый, врач-психиатр, русский поэт, эссеист, издатель.

## Награды
- орден Красного Знамени,
- орден Отечественной войны I степени (16.02.1945)
- орден Отечественной войны II степени (18.07.1944)
- орден Красной Звезды (25.11.1943)
- медаль «За боевые заслуги» (15.12.1942)
- Солдатский знак «Отличный разведчик» (получил во время Великой Отечественной войны, когда служил во фронтовой разведке)[8]
- Знак «Почётный сотрудник госбезопасности»

## Память
- 20 ноября 1990 года почтовое ведомство СССР выпустило в обращение серию из пяти почтовых марок работы художника Б. Илюхина, посвящённых советским разведчикам (С. А. Ваупшасов, Р. И. Абель, К. Филби, И. Д. Кудря и К. Т. Молодый)[9]
- Документальный фильм «Марафонцы разведки» (цикл «Живая история», Пятый канал, 2009 год)[10][11]

## Отражение образа в культуре
- Молодый (Лонсдейл) был прототипом одного из героев английского фильма «Кольцо шпионов»[12]
- Некоторые эпизоды деятельности К. Т. Молодого легли в основу фильма Саввы Кулиша «Мёртвый сезон». Исполнитель роли Ладейникова Донатас Банионис похож на Молодого. Сам Молодый (под псевдонимом Панфилов) был одним из консультантов фильма. Он же и настоял на том, чтобы в фильме вместо утверждённого изначально на главную роль Вячеслава Тихонова играл Банионис[13][14][15].
- Ещё задолго до съёмок телесериала «Семнадцать мгновений весны» Вячеслав Тихонов подружился с Кононом Молодым, тогда при встрече с ним актёра потряс рассказ разведчика, как ему устроили встречу с женой после долгих лет разлуки. На съёмках Тихонов вспомнил эту удивительную историю и поделился ею с режиссёром Татьяной Лиозновой. После недолгой паузы Лиознова воскликнула: «Блеск, мы сделаем это!». Так появилась сцена «Встреча с женой».